# Cours (Ródano)
Cours é uma comuna francesa na região administrativa de Auvérnia-Ródano-Alpes, no departamento do Ródano. Estende-se por uma área de 33.81 km². Em 2010 a comuna tinha 4 459 habitantes (densidade: 131,9 hab./km²).
Foi criada em 1 de janeiro de 2016, a partir da fusão das antigas comunas de Cours-la-Ville, Pont-Trambouze e Thel.